# 扎傑布里
49°56′46″N 23°51′35″E / 49.94611°N 23.85972°E
扎傑布里（烏克蘭語：Задебрі），是烏克蘭的村落，位於該國西部利沃夫州，由亞沃里夫區負責管轄，面積0.16平方公里，海拔高度357米，2001年人口102，人口密度每平方公里637.5人。